# Візеріс Таргарієн
Вісерис Таргарієн (англ. Viserys Targaryen) — вигаданий персонаж серії фентезі-романів «Пісня льоду й полум'я», американського письменника Джорджа Р. Р. Мартіна, та його телевізійної адаптації «Гра престолів».
Вперше з'являється у дебютному романі серії «Гра престолів» (1996), Вісерис разом зі своєю молодшою сестрою Данерис, одні з останніх вцілілих членів родини Таргарієн. Династії, що панувала у Вестеросі останні 300 років до «Повстання Роберта», яке відбулось за 15 років перед початком подій.

У телевізійній адаптації від «HBO», роль Вісериса грає англійський актор Гаррі Ллойд. Коментуючи свого персонажа Гаррі розповідає: 
«Занурившись у історію родини Таргарієнів та прочитавши книжки, я знайшов та зібрав до купи події з його минулого, тоді Вісерис став мені більш симпатичним. Я зрозумів що його мотивує, що лякає та яка відповідальність лежить на ньому. Водночас треба розуміти що він зростав без батьків. Це все змінило мій погляд на те, як дійсно треба його грати».
Також Гаррі прокоментував сцену смерті свого персонажу: 
«Я ще ніколи не мав нагоди померти в кадрі, не кажучі вже про такий жахливий спосіб. Тому мені довелось викладатись по повній. Я наказав двум акторам тримати мене і сказав: „Не сюсюкатись зі мною. Тримати міцно, бо я реально збираюсь вирватись звідси. Не дозвольте мені це зробити.“ Ну а потім ти вибухаєш, тут вже не можна стримувати себе та грати якесь безглузде скиглення, треба усвідомити, що біль та страх справжні та реальні… До речі, це дуже гарно прочищає мізки (посміхається)».
Гаррі Ллойд отримав схвальні відгуки за роль Вісериса у серіалі.

## Опис персонажу
Вісерис не є особою з власною оповіддю подій, він другорядний персонаж, тож його дії спостерігаються крізь інших героїв, таких як його молодша сестра Данерис. Вісерис середня дитина і молодший син Ейриса ІІ Таргарієна та його дружини, водночас сестри, Рейли Таргарієн. Він пихатий, жорстокий та амбітний молодий чоловік з невмотивованими спалахами гніву. Також він самозакоханий та зациклений на собі, турбується лише своїми справими і зверхньо ставиться до оточуючих, особливо до своєї сестри Данерис.

## Сюжетні лінії

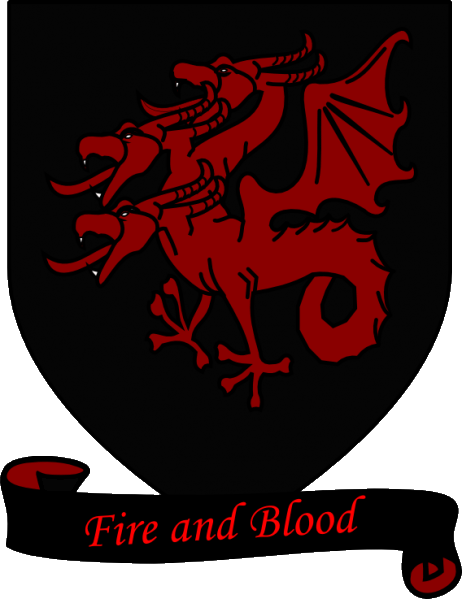
Герб дому Таргарієнів

### У книжках

#### Гра престолів
Вісерис Таргарієн другий син Ейриса Таргарієна. За тринадцять років до початку подій серії романів, Вісерис разом з Данерис тікають з Вестероса до Ессоса, уникаючи смерті від рук заколотника Роберта Баратеона. Згодом Вісерис продає свою сестру в дружини дотракійцю халу Дрого, з метою здобути прихильність армії Дрого та застосувати її для повернення трону. Зазнавши невдачі та розчарувавшись у Дрого, Вісерис погрожує мечем вагітній Данерис і вимагає надати йому обіцяну корону. Дрого вбиває Вісериса виливаючи йому на голову казан розплавленого золота.
Пізніше Данерис назве одного з своїх драконів Вісеріон, на честь Вісериса. Вона обгрунтує це тим, що незважаючи на все, Вісерис був її братом, і його ім'я допоможе дракону зробити те, що було не під силу Вісерису. Також Данерис намагається пам'ятати свого брата, тим яким він був раніше, до всіх потрясінь пов'язаних з їхньою втечею з Вестероса, яка перетворила його на агресивного та злого. Крім того Данерис віддає належне Вісерису, за те що він, все ж таки, зміг зберегти їй життя попри скрутне дитинство у вигнанні.

### У серіалі

#### Сезон 1
Вісерис Таргарієн принц у вигнанні та спадкоємець династії Таргарієнів. Також відомій як «Король Жебрак», через свої невдалі спроби знайти військо та повернути собі трон. Вісерис видає свою сестру Данерис заміж за могутнього дотракійського хала Дрого, в обмін на армію та допомогу відвоювати Залізний Трон. Разом з халасаром Вісерис вирушає до дотракійської столиці, щоб запевнитись в тому, що Дрого дотримається своєї обіцянки. Але в дорозі стає зрозуміло, що Вісерису бракує належних лідерських навичок, щоб схилити дотракійців на свій бік, а також цьому заважають його пиха та неповага до інших. Більше того, Данерис, яку він завжди тримав під контролем, починає йому суперечити та протистояти. Поступово помічаючи, що дотракійці поважають Данерис і що її ненароджений син, згідно пророцтв «осідлає світ», усвідомлює, що не він, а Данерис, буде претендувати на Залізний Трон.
Перебуваючи на підпитку, Вісерис погрожує Дрого і вимагає військо та корону, інакше він вб'є свою вагітну сестру. Вдосталь натерпівшись зухвалих витівок, Дрого виливає на голову Вісериса казан розплавленого золота, даруючи йому «золоту корону». Спостерігаючи за жахливою смертю свого брата, Данерис проголошує, що Вісерис не був справжнім драконом, тому що «вогонь не може вбити дракона». Пізніше Данерис називає одного зі своїх драконів Вісеріон на честь Вісериса.